# پی‌یر بیسموت
پیر بیسموت (فرانسوی: Pierre Bismuth‎؛ زادهٔ ۶ ژوئن ۱۹۶۳) یک فیلم‌نامه‌نویس، و مدیر فیلم‌برداری اهل فرانسه است.
وی همچنین برنده جوایزی همچون جایزه اسکار بهترین فیلم‌نامه غیراقتباسی شده است.